# Großwarasdorf
Großwarasdorf es una localidad del distrito de Oberpullendorf, en el Estado de Burgenland, Austria. Tiene una población estimada, a principios del año 2021, de 1354 habitantes. 
Se encuentra ubicada en el centro del estado, al sur del lago Neusiedl y cerca de la frontera con Hungría.